# 마크 로페스
마크 로페스 멘디에타(영어: Mark López Mendieta, 1981년 3월 15일 ~ )는 미국의 태권도 선수로 2008년 올림픽에서 은메달을 획득했다. 당시 결승까지 진출하였지만 대한민국의 손태진에게 패하며 우승에 실패하였다. 2005년에는 세계 선수권에 참가하여 금메달을 획득하였다.
로페즈의 작은형인 스티븐 로페스와 여동생 다이애나 로페스 그리고 큰형인 진 로페스모두 미국 태권도 국가대표의 일원이다.